# Vincenzo Calvosa

Bischofswappen von Vincenzo Calvosa

Vincenzo Calvosa (* 31. Januar 1964 in Laino Borgo, Provinz Cosenza) ist ein italienischer römisch-katholischer Geistlicher und Bischof von Vallo della Lucania.

## Leben
Vincenzo Calvosa erlangte zunächst ein Diplom in Buchhaltung und arbeitete anschließend einige Jahre in diesem Beruf. Ab 1986 studierte er Philosophie und Katholische Theologie am Priesterseminar San Pio X in Catanzaro. Der Bischof von Cassano all’Jonio, Andrea Mugione, weihte ihn in der Kirche Spirito Santo in Laino Borgo am 12. September 1991 zum Diakon und am 2. Mai 1992 zum Priester. Nach weiterführenden Studien erwarb er an der Päpstlichen Theologischen Fakultät von Süditalien in Neapel ein Lizenziat im Fach Pastoraltheologie.
Calvosa war zuerst als Pfarrer der Pfarrei San Nicola di Bari in Nocara und als Pfarrvikar der Pfarrei Assunzione della Beata Vergine Maria in Rocca Imperiale tätig, bevor er 2001 Pfarrer der Pfarrei San Giacomo Apostolo in Altomonte wurde. Ab 2014 war er Pfarrer der Pfarrei Cuore Immacolato della Beata Vergine Maria in Trebisacce.
Neben seiner Tätigkeit in der Pfarrseelsorge leitete Vincenzo Calvosa von 1996 bis 2006 das Diözesanbüro für die Berufungspastoral und von 2006 bis 2016 das Diözesanbüro für Sport und Freizeit. Ab 2016 fungierte er als Diözesanökonom und als Bischofsvikar für die ökonomischen Angelegenheiten sowie als Direktor des technischen Büros. Außerdem gehörte Calvosa ab 2001 dem Priesterrat, ab 2012 dem Diözesanvermögensverwaltungsrat und ab 2017 dem Konsultorenkollegium des Bistums Cassano all’Jonio an. Ferner fungierte er als Präsident der Diözesankommission für die sakrale Kunst, die Kulturgüter und die Sakralbauten.
Am 5. April 2023 ernannte ihn Papst Franziskus zum Bischof von Vallo della Lucania. Der Bischof von Cassano all’Jonio, Francesco Savino, spendete ihm am 3. Juni desselben Jahres im Amphitheater in Villapiana die Bischofsweihe; Mitkonsekratoren waren der Bischof von Locri-Gerace, Francesco Oliva, und der Koadjutorerzbischof von Tarent, Ciro Miniero. Sein Wahlspruch Segregatus in evangelium Dei („Ausgesondert, das Evangelium Gottes zu verkünden“) stammt aus Röm 1,1 . Die Amtseinführung erfolgte am 24. Juni 2023.